# Luigi Tenco
 Luigi Tenco (n. 21 martie 1938, Cassine, Piemont, Italia – d. 27 ianuarie 1967, San Remo, Liguria, Italia) a fost un cantautor italian.